# Junji Nishikawa
Junji Nishikawa, född 29 juni 1907, var en japansk fotbollsspelare.